# Alessandro Tassoni
Alessandro Tassoni (Modena, 1565. szeptember 28. – Modena, 1635. április 25.) itáliai költő, író, a 17. századi olasz irodalom kimagasló alakja. Írásaival harcolt a spanyol elnyomás ellen, sürgette az olaszok összefogását az egymás elleni harcok helyett. 

## Életútja
Modenában született 1565-ben. Bologna, Pisa és Ferrara egyetemén tanult, valószínűleg Ferrarában szerzett diplomát. 1589-ben Brullo néven tagja lett a nyelv pallérozásával is foglalkozó Crusca Akadémiának, később a Humoristák Akadémiájának is. 1597-ben Rómába költözött. 1599-ben Ascanio Colonna bíboros szolgálatába lépett titkári minőségben és 1600-ban elkísérte őt Spanyolországba is. Néhány évvel később kilépett a bíboros szolgálatából, azután Rómában élt, részt vett az ottani akadémiák életében. 
Rokonszenvvel kísérte I. Károly Emánuel savoyai herceg politikai törekvéseit és így elnyerve a torinói udvar kegyeit, 1613-tól tíz éven át részint Torinóban a herceg oldalán, részint Rómában a herceg bíboros fia mellett volt állásban. 1618-ban kinevezték a savoyai római nagykövetség titkárává, Maurizio bíboros mellé. A politikai viszonyok megváltozása után Savoya ura jobbnak látta ismét a spanyolokkal barátkozni és megszabadulni hívétől, aki sokszor gúnyosan írt a spanyol hódítókról. A költő néhány évig visszavonultságban élt, kertjét művelte és írogatott, de közben tárgyalásokat folytatott szolgálatába lépéséről Ludovici bíboroshoz. Végül 1626-ban XV. Gergely pápa unokaöccse, Ludovici bíboros maga mellé fogadta, akinek halála után, 1632-ben I. Ferenc modenai herceg (Francesco I d'Este) nevezte ki gentiluomo di belle lettere-jének. Utolsó éveit szülővárosában töltötte, ott érte a halál 1635-ben.

## Munkái
Considerazioni sopra le rime del Petrarca (1609) című munkája éles támadás Petrarca és még inkább utánzói ellen, amiért kemény bírálatok érték. Verselemzéseiben azonban nem csak kritikát fogalmazott meg, hanem magyarázatokat is adott. Gondolatainak Pensieri diversi (1612) című gyűjteményében hadakozott az előítéletekkel, támadta Homérosz és Arisztotelész bálványozóit, bár a klasszikus irodalmakról több különös mondást is megkockáztatott. 
Miután sikertelenül próbálta ki magát a hősi eposz műfajában (Colombo), végül rátalált kritikai szellemének megfelelő igazi műfajára és megalkotta fő művét, mely nagy sikert aratott. Az elrabolt vödör (La secchia rapita) – komikus eposz, a műfaj megteremtője a modern világirodalomban. Modena és Bologna között kiújul a régi háborúskodás, amit ezúttal egy modenaiak által ellopott vödör vált ki. Az 1325-ben valóban megtörtént eseményt a hősi eposzok fennköltségét parodizálva ábrázolta a költő, és sok szatirikus részletet, saját kora személyeire, viszonyaira vonatkozó gúnyos utalást szőtt bele. Az eposz 1616-ban készült el, de csak 1622-ben jelent meg, akkor is csonkán. 
1627-ben Tassoni írt egy Manifestót, amely a Savoyai-házzal való kapcsolatáról szól, és az önérzetében sértett költő vádaskodását is tartalmazza. Ezt azonban nem tette közzé, csak 1856-ban nyomtatták ki. A költő levelezése 1827-ben jelent meg.